# Гуче, Торстен
То́рстен Ре́не Гу́че (нем. Torsten René Gutsche; 8 июня 1968, Айзенхюттенштадт) — немецкий гребец-байдарочник, выступал за сборные ГДР и Германии в конце 1980-х и на всём протяжении 1990-х годов. Трёхкратный олимпийский чемпион, одиннадцатикратный чемпион мира, победитель многих регат национального и международного значения.

## Биография
Торстен Гуче родился 8 июня 1968 года в городе Айзенхюттенштадте. Активно заниматься греблей на байдарке начал в раннем детстве, проходил подготовку в каноэ-клубе Потсдама, позже состоял в олимпийском спортивном клубе в Берлине.
Первого серьёзного успеха на взрослом международном уровне добился в 1989 году, когда попал в основной состав национальной сборной ГДР и побывал на чемпионате мира в болгарском Пловдиве, откуда привёз сразу две награды золотого достоинства, выигранные в двойках на пятистах и тысяче метрах. Год спустя на мировом первенстве в польской Познани взял бронзу в двойках на полукилометровой дистанции, золото в двойках на километре и ещё одну бронзу в четвёрках в километровой гонке. Ещё через год на аналогичных соревнованиях в Париже стал чемпионом в двойках на тысяче метрах, серебряным призёром в двойках на пятистах и десяти тысячах метрах.
Будучи одним из лидеров объединённой немецкой гребной команды, благополучно прошёл квалификацию на Олимпийские игры 1992 года в Барселоне, где в итоге сделал золотой дубль — вместе с напарником Каем Блумом одолел всех соперников на пятистах и тысяче метрах.
В 1993 году Гуче выступил на чемпионате мира в Копенгагене и вновь был лучшим в обеих дисциплинах двухместных байдарок — на 500 и 1000 метрах. В следующем сезоне стартовал на мировом первенстве в Мехико, в двойках получил бронзу на двухстах метрах и золото на пятистах, став таким образом семикратным чемпионом мира. Затем на домашнем первенстве мира в Дуйсбурге выиграл серебряную медаль в двойках на тысяче метрах. В 1996 году отправился представлять страну на Олимпийских играх в Атланте, в паре с тем же Блумом снова удостоился золотой награды на дистанции пятьсот метров, тогда как на тысяче на сей раз вынужден был довольствоваться серебряной наградой, проиграв в решающем заезде итальянскому экипажу Антонио Росси и Даниэле Скарпа.
После двух Олимпиад Гуче остался в основном составе национальной сборной Германии и продолжил принимать участие в крупнейших международных регатах. Так, в 1997 году на чемпионате мира в канадском Дартмуте в четвёрках он выиграл три медали разного достоинства на трёх разных дистанциях: бронзовую на двухстах метрах, серебряную на пятистах и золотую на тысяче. На следующем мировом первенстве, прошедшем в венгерском Сегеде, был лучшим в зачёте четырёхместных байдарок в километровой и полукилометровой гонках.
Последний раз значимый результат показал на чемпионате мира 1999 года в Милане, получив в тех же четвёрках серебро на тысяче метрах и золото на пятистах — эта золотая медаль стала для него одиннадцатой, выигранной на чемпионатах мира. Планировал пройти отбор на Олимпийские игры 2000 года в Сиднее, однако незадолго до этого получил серьёзную травму и вынужден был завершить карьеру профессионального спортсмена.